# 3-тя кавалерійська дивізія (Рейхсвер)
3-тя кавалерійська дивізія (нім. 3. Kavallerie-Division)  була частиною рейхсверу, збройних сил Німеччини за часів Веймарської республіки. 
За умовами Версальського мирного договору в Рейхсвері було реорганізовано три суто кавалерійські дивізії, кожна з шести кавалерійських полків. Кавалерія була озброєна гвинтівками Karabiner 98В і легкими кулеметами.
Вона складалася з 6 кавалерійських полків, 13-го (прусського), 14-го, 15-го, 16-го та 17-го (баварського) та 18-го (саксонського) кавалерійського полків. Спочатку штаб дивізії був розміщений у Касселі, а з 13 травня 1925 року у Веймарі.
Командирами дивізії були:
- генерал-лейтенант Генріх фон Гофманн (1 червня 1920 — 1 жовтня 1920)
- генерал-лейтенант Йоганнес Кох (1 жовтня 1920 — 16 липня 1921)
- генерал-лейтенант Егінгард Ешборн (16 червня 1921 — 30 вересня 1923)
- генерал кінноти Пауль Гаазе (1 жовтня 1923 — 28 лютого 1926)
- генерал-лейтенант Ганс фон Фірек (1 березня 1926 — 1 березня 1929)
- генерал-лейтенант барон Курт фон Гінант (1 березня 1929 — 1 листопада 1931)
- генерал-майор Вільгельм Кнохенгауер (1 листопада 1931 — 1 грудня 1933)
- генерал-лейтенант Максиміліан фон Вайкс (1 грудня 1933 — 15 жовтня 1935)

Вона була підпорядкована Gruppenkommando 2 / Wehrkreiskommando VI.